# Don Bluth
Donald Virgil (Don) Bluth (El Paso (Texas), 13 september 1937) is een Amerikaans filmregisseur, filmproducent, scenarioschrijver, production designer, animator, illustrator, tekenaar en auteur. Bekend van zijn werk voor animatiefilms, hij werkte in de jaren zeventig als animator voor de Walt Disney Animation Studios, en richtte in 1979 zijn eigen filmstudio op Don Bluth Productions. Zijn films zijn in vergelijking met Disneyfilms vaak grimmiger van opzet, en ze bevatten meer mystieke elementen.

## Biografie

### Disney-jaren
Bluth studeerde Engelse literatuur aan de Brigham Young-universiteit, waar hij uiteindelijk de graad van Bachelor haalde.
De eerste twee films waar hij bij Disney aan meewerkte waren Doornroosje en Merlijn de Tovenaar. Voor beide werd hij niet op de aftiteling vermeld. Daarna vertrok hij bij Disney, maar keerde in de jaren zeventig weer terug om mee te werken aan Robin Hood, De Reddertjes, Het Grote Verhaal van Winnie de Poeh en Peter en de Draak. Zijn laatste werk voor Disney was de korte film The Small One uit 1978. Hij tekende nog een paar scènes voor de film Frank en Frey, maar vertrok bij Disney toen deze film nog in een vroeg productiestadium zat. Verschillende andere Disneytekenaars gingen met hem mee.

### Eigen studio
Na zijn vertrek van Disney richtte Bluth zijn eigen studio op, omdat hij het niet eens was met hoe Disneyfilms in de loop der jaren waren veranderd. De eerste film van zijn studio was de korte film Banjo the Woodpile Cat. Het succes ervan leidde ertoe dat Bluths studio de animatiescènes voor de live-actionfilm Xanadu mocht maken. In 1982 verscheen de eerste lange tekenfilm van Bluths studio, The Secret of NIMH.
Bluths volgende film zou een verfilming worden van het Scandinavische verhaal East of the Sun and West of the Moon, maar deze film kwam vanwege financiële problemen niet van de grond, en Bluth ging samenwerken met Steven Spielberg. Samen produceerden ze achtereenvolgens Een avontuur met een staartje (1986), Platvoet en zijn vriendjes (1988) en Ook honden gaan naar de hemel (1989). Deze werden stuk voor stuk een groot succes. Allemaal kregen ze ook een of meer vervolgfilms, maar daarbij was Bluth niet betrokken.
In de jaren 90 werd het succes van Bluths films beduidend minder, maar in 1997 scoorde hij weer een hit met Anastasia. Het succes van deze film was deels te danken aan het feit dat Bluth bekende Hollywoodsterren de stemmen van de personages liet inspreken.

### Computerspellen
Naast tekenfilms hield Don Bluth zich ook bezig met computerspellen. In 1983 maakte hij samen met Rick Dyer het arcadespel Dragon's Lair (1983). Deze werd in 1984 opgevolgd door Space Ace.
In 2002 probeerde Bluth verder in te spelen op het originele succes van Dragon’s Lair met het spel Dragon's Lair 3D. Dit spel was echter geen succes.

### Als auteur
Bluth schreef ook een reeks boeken voor studenten die de opleiding tot tekenaar volgen. In 2004 verscheen zijn boek The Art of Storyboard, in 2005 gevolgd door The Art of Animation Drawing.

### Persoonlijk
Bluth komt uit de prominente mormoonse Pratt-familie, hij is verwant van Mitt Romney diens vader George Romney en ook Jon Huntsman.

## Filmografie
- Biblioteca Nacional de España: XX859743
- Bibliothèque nationale de France: cb140090048 (data)
- Gemeinsame Normdatei: 122754972
- International Standard Name Identifier: 0000 0000 7827 5048
- Library of Congress Control Number: n94069473
- MusicBrainz: e6cc8bc6-2fa1-4a64-8d30-bc11a7146892
- Bibliotheek van het Japanse parlement: 00463419
- Nationale Bibliotheek van Tsjechië: xx0067167
- Nationale Bibliotheek van Israël: 987007456232105171
- Nederlandse Thesaurus van Auteursnamen: 072285729
- SNAC: w61j9r05
- Système universitaire de documentation: 159241995
- Virtual International Authority File: 66662652
- WorldCat: E39PBJmXKDw7M4V88xJG6ymGHC